# Rayon Sports Football Club
Actualités
Le Rayon Sports Football Club est un club rwandais de football basé à Nyanza dans la Province du Sud.

## Histoire
Le club participe à sept reprises à la Ligue des champions africaine, en 1982, 1998, 1999, 2001, 2003, 2005, et enfin 2014.
En 2018, le Rayon sports devient la première équipe d'Afrique de l'Est à réussir à se qualifier pour les quarts de finale de la Coupe de la confédération. Le club est finalement éliminé par l'équipe nigériane d'Enyimba.

## Palmarès
- Championnat du Rwanda (9)
  - Champion : 1975, 1981, 1997, 1998, 2002, 2004, 2013, 2017, 2019

- Coupe du Rwanda (11)
  - Vainqueur : 1976, 1979, 1982, 1989, 1993, 1995, 1998, 2003, 2005, 2016, 2023
  - Finaliste : 1978, 2010, 2015, 2018

- Supercoupe du Rwanda (3)
  - Vainqueur : 2017, 2019, 2023
  - Finaliste : 2002, 2013, 2016

- Coupe CECAFA des clubs (1)
  - Vainqueur : 1998

## Joueurs emblématiques
- Hamad Ndikumana
- Haruna Niyonzima
- Abouba Sibomana
- Faustin Usengimana
- Cédric Amissi
- Karim Nizigiyimana
- Labama Kamana Bokota
- Jean Baptiste Kayiranga

## anciens entraîneurs
- 1989-1994 :  Raoul Shungu
- 1997-1998 :  Raoul Shungu
- 2002-2003 :  Raoul Shungu
- 2008 :  Raoul Shungu
- 2014 :  Luc Eymael